# Ричардсон, Горди
Гордон Кларк Ричардсон (англ. Gordon Clark Richardson, 19 июля 1938, Колкуитт, Джорджия) — американский бейсболист, питчер. Выступал в Главной лиге бейсбола с 1964 по 1966 год. Победитель Мировой серии 1964 года в составе клуба «Сент-Луис Кардиналс».

## Биография
Гордон Ричардсон родился 19 июля 1938 года в городе Колкуитт на юго-западе Джорджии в семье фермера. В 1957 году он окончил старшую школу округа Миллер. Во время учёбы он играл за её команды по бейсболу, баскетболу и американскому футболу. Сразу после этого Ричардсон подписал контракт с клубом «Сент-Луис Кардиналс» и начал профессиональную карьеру в составе его фарм-команды из Уитвилла в штате Виргиния.
Сезон 1958 года Ричардсон начал в команде «Олбани Кардиналс», игравшей в Лиге Флориды и Джорджии. Он одержал тринадцать побед при четырёх поражениях с пропускаемостью 2,93. В июле его перевели в «Хьюстон Баффалос» из Техасской лиге, но после двух сыгранных матчей Ричардсон был внесён в список травмированных из-за болей в спине и до конца года на поле не выходил. Чемпионат 1959 года он провёл в составе «Уинстон-Сейлем Ред Бердс», на уровне B-лиги выиграв одиннадцать матчей при восьми поражениях. Зимой после окончания сезона он женился на Пэтси Кимбрел. 
Чемпионат 1960 года он отыграл за «Талсу Ойлерз», с которой стал победителем плей-офф Техасской лиги. Пропускаемость Ричардсона по итогам сезона составила 4,50. Главной его проблемой стал контроль подачи — в 140 иннингах он допустил 89 уоков. В 1961 году в играх за «Ойлерз» он одержал десять побед при восьми поражениях с показателем ERA 3,38 и сократил количество уоков до 78 в 165 иннингах. Сезон для Ричардсона завершился в августе, когда он поступил на шестимесячную службу в армии.
В состав «Талсы» он вернулся к началу сезона 1962 года, ставшего для Ричардсона успешным. В чемпионате он сыграл девять полных игр, возглавил лигу по проценту выигранных матчей и показателю пропускаемости. Летом он принял участие в Матче всех звёзд лиги, а по итогам сезона его признали лучшим питчером года. После этого на драфте Главной лиги бейсбола Ричардсон был выбран клубом «Лос-Анджелес Энджелс». На предсезонных сборах весной 1963 года он сыграл всего шесть иннингов. «Энджелс» намеревались перевести его в младшие лиги, но «Кардиналс» использовали своё право выкупить игрока. В результате к началу чемпионата Ричардсон снова оказался в «Талсе». За сезон он одержал двенадцать побед при восьми поражениях с пропускаемостью 3,85.
Весной 1964 года его перевели в команду AAA-лиги «Джэксонвилл Санз». К тому моменту Ричардсон решил, что если к 25 годам не попадёт в Главную лигу бейсбола, то завершит карьеру и вернётся на ферму. К началу июля в играх за «Санз» он одержал девять побед при трёх поражениях и показателе ERA 1,55, получив вызов в основной состав «Кардиналс». До конца чемпионата он сыграл в 47 матчах, одержал четыре победы при двух поражениях с пропускаемостью 2,30, и помог «Сент-Луису» выиграть Национальную лигу. В победной для команды Мировой серии Ричардсон принял участие в двух матчах, но действовал неудачно, пропустив два рана в первой из них и гранд-слэм-хоум-ран во второй.
После окончания сезона «Кардиналс» хотели отправить Ричардсона играть в зимнюю Доминиканскую лигу, но тот отказался, так как они с супругой ждали рождения второго ребёнка. Вскоре после этого клуб обменял питчера в «Нью-Йорк Метс». Шансы Ричардсона попасть в стартовую ротацию новой команды были невысокими — примерно в это же время игроком «Метс» стал звёздный Уоррен Спан. К тому же на предсезонных сборах он получил травму ноги. В результате первую часть сезона Ричардсон провёл в AAA-лиге в составе «Баффало Байзонс». В роли стартового питчера он играл неудачно и тренерский штаб команды перевёл его в буллпен. В двадцати матчах после этого его пропускаемость составила 1,17. Восьмого июля Ричардсона вызвали в основной состав «Метс». До конца чемпионата он провёл на поле 52,1 иннинга и одержал две победы при двух поражениях.
В чемпионате 1966 года Ричардсон сыграл всего 18,2 иннинга с пропускаемостью 9,16. Пятого июня он провёл свой последний матч в Главной лиге бейсбола. Оставшуюся часть сезона он доиграл в «Джэксонвилле», а затем объявил о завершении карьеры. Он вернулся на ферму, которую во время игры в бейсбол сдавал в аренду. Позднее Ричардсон открыл свой мясоперерабатывающий бизнес.